# Fiore della Neve
Martinus Gesinus Lambertus van Loghem, pseudonymen Fiore della Neve, född 3 april 1849 i Leiden, död 17 september 1934 i Florens, var en nederländsk författare.
Fiore della Neve var 1879-1900 redaktör för "Amsterdammer" och 1901 ff. för tidskriften "Nederland" samt från 1894 sekreterare och konstnärligt biträde vid kungliga teatern i Amsterdam. Han författade dikterna Eene liefde in het zuiden (1881), Liana (1882), Van eene sultane (1884) och Walter (1894); romanerna Victor (1888) och Fokel (1898), novellerna Blond en blauw (1888), Fortuin (1898) och Jonquilles (1901) samt flera libretton.